# Djurgårdsbussen

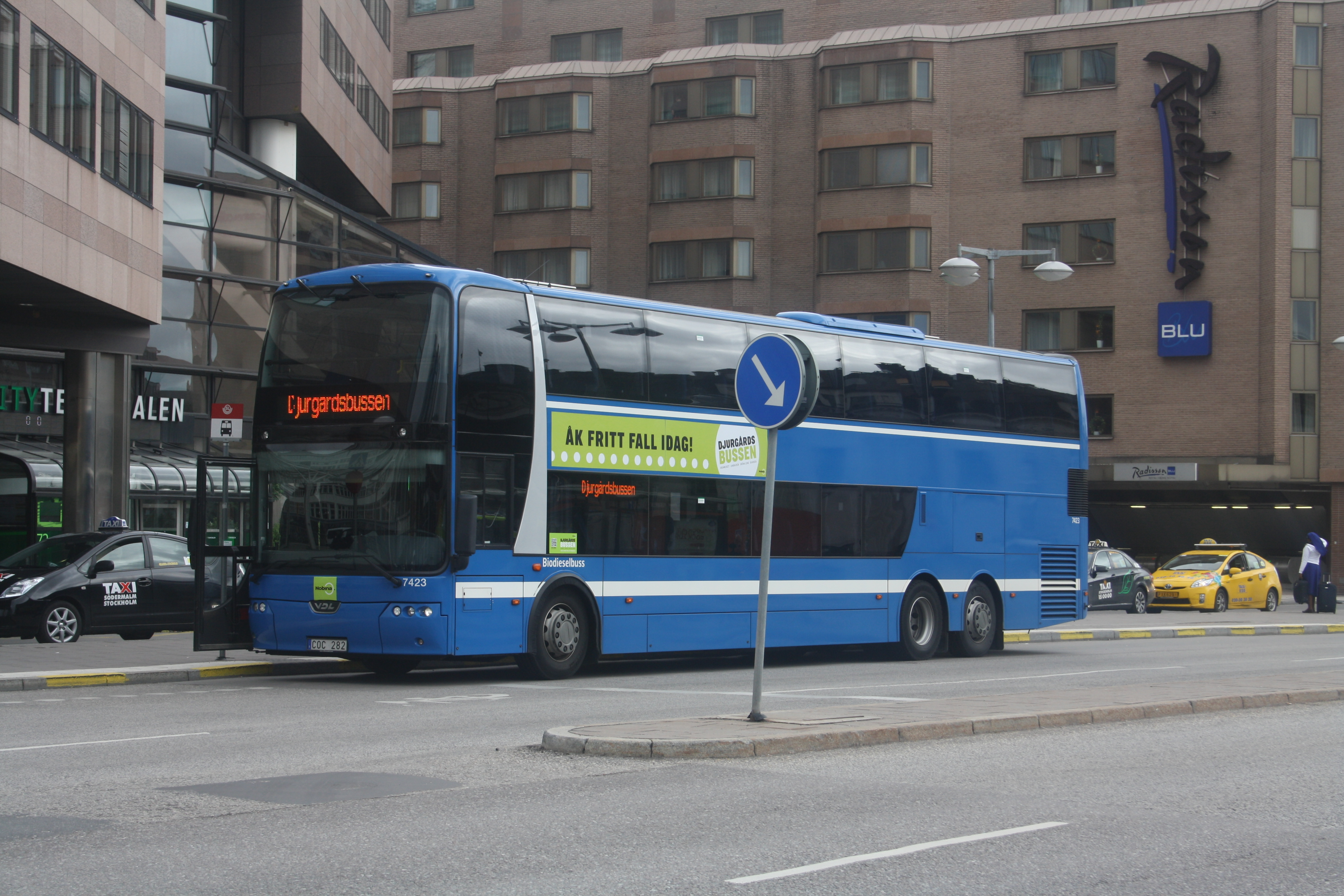
Djurgårdsbussen vid Cityterminalen i juni 2012.

Djurgårdsbussen var åren 2012 till 2013 en kommersiell busslinje med dubbeldäckare som kördes i Stockholms innerstad mellan Cityterminalen och Skansen. 
Busslinjen startades av Nobina den 1 juni 2012 och det var deras första kommersiella busslinje. Eftersom Djurgårdsbussen var en kommersiell linje gällde inte SL-taxa eller turistkort.
Stora delar av sträckan konkurrerade med Spårväg City, vars utövare Stockholms Spårvägar ansåg inför premiären att det kommer blir svårt för turister att förstå att det är en annan taxa på linjen, samt påpekade att det största problemet de ser kommer att bli vid hållplatserna där det varit platsbrist sedan tidigare. SL själva uppskattade dock konkurrensen och såg den som ett komplement. Bussarna som användes var av samma typ som Nobina kör åt SL mellan Tekniska högskolan och Norrtälje.
Eftersom inte den vanliga biljettaxan gällde blev trafikanttillströmningen otillräcklig och från december 2013 gjorde man ett trafikuppehåll. I mars 2014 beslutade Nobina att inte återuppta trafiken 